# Horská brána
Horská brána (Nová brána, Vídeňská brána) je zaniklá stavba v Praze 1-Novém Městě, která sestávala ze dvou věží a nacházela se v místech kolejiště Masarykova nádraží, severně od Hybernské ulice a Senovážného náměstí.

## Historie

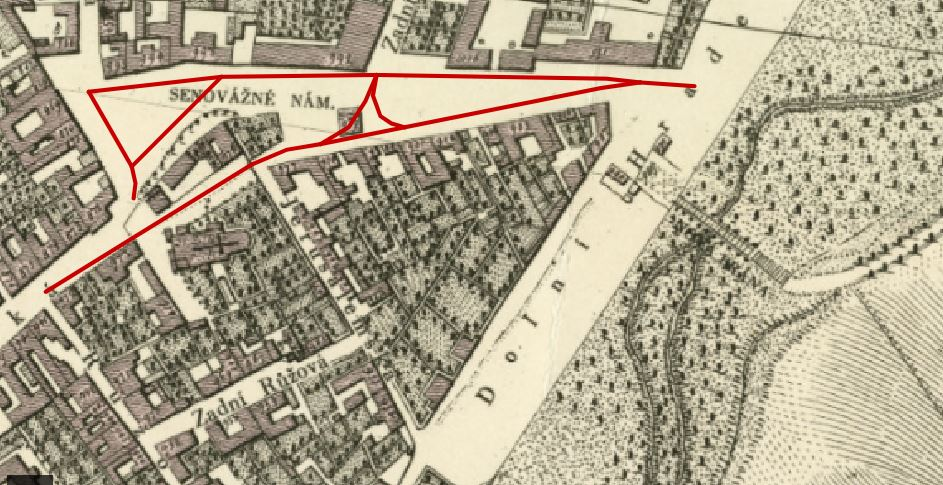
Nová brána z r. 1666 ve vztahu k Senovážnému nám. a Dolní hradební ulici (nyní Opletalova) na mapě z roku 1816

První brána nazývaná „Horská“ nebo Brána svatého Ambrože v opevnění Starého Města stála poblíž později zbudované Prašné brány. 
Bránu tvořily dvě hranolové věže bez parkánové zdi, zděné z lomového kamene, a mezi nimi s průjezdem. Zdivo mělo sílu 180–240 cm a dosahovalo průměrné výšky 10 m, z vnitřní strany bylo zpevněno systémem dovnitř otevřených hranolových věží, které stály v nepravidelných rozestupech od sebe. Po výstavbě Nového Města v době Karla IV. a vybudování nových hradeb stála nová Horská brána na konci Hybernské ulice. Branou procházeli také odsouzení ze Starého a Nového města Pražského, kteří byli na nedalekém Šibeničním vrchu popravováni. Po prohrané bitvě na Bílé hoře druhého dne ráno po deváté hodině touto branou narychlo z Prahy odjížděl král Fridrich Falcký.
Další etapa výstavby proběhla po třicetileté válce, po polovině v 17. století, kdy byl vystavěn bastion XVIII. svatého Mikuláše jako součást barokního městského opevnění. Brána mezi Poříčskou branou a Koňskou branou na cestě směrem na Kutnou Horu (odtud její název) a Vídeň. Stála jižněji, poblíž dnešní Opletalovy a Bolzanovy ulice, v místě současných Vrchlického sadů), byla dokončená v říjnu 1666 a od toho roku zvaná „Nová brána“.

### Zánik
Brána byla současně s městskými hradbami zbořena roku 1875.

### Archeologický průzkum nové Horské brány
V letech 2018 a 2021 proběhl archeologický průzkum míst, kde mezi jiným stála nová Horská brána. Průzkum potvrdil existenci brány ze 14. století, která byla tvořena dvěma hranolovými věžemi s mezilehlým průjezdem o šířce 8 m. Od brány vedla z města dlážděná silnice s obrubníky. Pokud jde o úpravy z období třicetileté války (výstavba předsunuté reduty, příkopů, zemních valů a dřevěných palisád) archeologický průzkum prokázal, že dobová vyobrazení odpovídají reálné podobě.